# Earl of Menteith
Earl of Menteith war ein erblicher britischer Adelstitel in der Peerage of Scotland. Der Titel wurde von den Herrschern der schottischen Provinz Menteith geführt, die sich im Mittelalter zunächst auch als Mormaer of Menteith bezeichneten. 

## Geschichte des Titels
Als erster bekannter Earl of Menteith ist Gille Críst um 1164 urkundlich belegt. Der Titel gelangte 1258 durch Heirat an Walter Bulloch Stewart, einem Sohn von Walter Fitzalan, 3. High Steward of Scotland aus der Familie Stewart. 1425 wurde der Titel Murdoch Stewart wegen Hochverrats aberkannt und dieser hingerichtet.
Am 6. September 1427 wurde der Titel für Malise Graham, 3. Earl of Strathearn neu geschaffen, ihm war zuvor sein Titel Earl of Strathearn aberkannt worden. Dessen Nachfahre, der 7. Earl, wurde am 21. Januar 1633 auch zum Earl of Airth erhoben. Seit dem Tod von dessen Sohn, dem 8. Earl, am 12. September 1694 ruhen beide Titel.

## Liste der Earls of Menteith

### Frühe Mormaers/Earls of Menteith
- Gille Críst (Gilchrist), Earl of Menteith († 1189)
- Muireadhach (Murdoch), Earl of Menteith († 1213)
- Muireadhach (Murdoch) (II), Earl of Menteith († 1234)
- Isabel, Countess of Menteith, ⚭ Walter Comyn, Earl of Menteith († 1258)
- Mary, Countess of Menteith (vor † 1272), ⚭ Walter Bulloch Stewart († um 1293)
- Alexander Stewart, Earl of Menteith (vor † 1306)
- Alan Stewart, Earl of Menteith († zwischen 1306 und 1309)
- Murdoch Stewart, Earl of Menteith († 1332)
- Mary Stewart, Countess of Menteith (um † 1360), ⚭ Sir John Graham († 1347)
- Margaret Graham, Countess of Menteith (um † 1390), ⚭ Robert Stewart, 1. Duke of Albany (um 1340–1420)
- Muireadhach (Murdoch) Stewart, 2. Duke of Albany, Earl of Menteith (1362–1425) (Titel verwirkt 1425)

### Earls of Menteith, Verleihung 1427
- Malise Graham, 1. Earl of Menteith (1406–1490)
- Alexander Graham, 2. Earl of Menteith (um 1475–um 1537)
- William Graham, 3. Earl of Menteith (um 1500–um 1543)
- John Graham, 4. Earl of Menteith (um 1529–um 1565)
- William Graham, 5. Earl of Menteith (um 1555–um 1578)
- John Graham, 6. Earl of Menteith (um 1571–um 1598)
- William Graham, 7. Earl of Menteith, 1. Earl of Airth (um 1591–1661)
- William Graham, 8. Earl of Menteith, 2. Earl of Airth (um 1634–1694)